# Славинский, Игорь Николаевич
Игорь Николаевич Славинский (укр. Ігор Миколайович Славінський, 7 февраля 1953 — 7 августа 2018) — украинский театральный режиссёр, театральный педагог, актёр, Народный артист Украины (2018).

## Биография
Родился 7 февраля 1953 года в Фастове Киевской области.
В 1975 году окончил актёрский факультет Киевский театральный институт, курс Николая Рушковского.
Актёрскую карьеру начинает в театре русской драмы имени Леси Украинки, откуда уходит из-за конфликт с Михаилом Резниковичем (1975—1983). С 1983 по 1987 годы — актёр киевского Молодого театра, а после увольнения некоторое время работает помощником дежурного в Доме кино. Так продолжалось вплоть до открытия киевского Театра на Подоле, куда и пришёл работать по приглашению основателя и художественного руководителя Виталия Малахова в 1987 году.
Нежелание «ждать „своей“ роли» привело Игоря Славинского к новому диплому (курс Сергея Данченко в Киевском театральном институте), и с 2008 года работает в Театре на Подоле режиссёром-постановщиком. Первый поставленный спектакль — «…но я приду по ваши души» по поэзии Владимира Высоцкого — героями которого стали персонажи произведений Высоцкого.
Ставил спектакли на сценах киевских и украинских театров, многие спектакли становились театральными долгожителями: «…но я приду по ваши души» по Высоцкому — 16 лет не сходил со сцены, «В Барабанной переулке» по Окуджаве — 18, моноспектакль «Синий автомобиль» по Стельмаху — 20 лет (по состоянию на 2018 год последние два спектакля находятся в активном репертуаре). Кроме того играет в театрах, ездит с гастролями в Италию (Театр «Вашелло», Рим, июнь 2000), на Кипр (сентябрь 2002), преподаёт актёрское мастерство в Театральном университете на курсе Николая Рушковского, делает авторские программы на телевидении («День варенья» на телеканале «ТЕТ», «Вечерняя сказка»).
Любовь к поэзии прослеживалась в работах Игоря Славинского. От первой своей режиссёрской постановки реализовал целую серию спектаклей по творчеству Высоцкого. Было обращение к поэзии Мандельштама, Цветаевой, Бродского. Отдельный поэтический цикл под условным названием «Кабаре „Хромая судьба“» поставил в театре «Созвездие». В цикл вошли спектакли «Серебряный век», «Конец прекрасной эпохи», «Парнас дыбом».
По итогам театрального сезона 2009 года Игорь Славинский становится триумфатором XVIII премии «Киевская пектораль» — три награды за работы в Театре на Подоле — лучший режиссёр года, спектакль «Мёртвые души» — лучший спектакль драматического театра, а «Люксембургский сад» — лучший спектакль камерной сцены. Организаторы премии Игоря Славинского приглашали так же и в качестве гостя, выступающего.
По мотивам театральных работ Игоря Славинского сделаны видеопроекты о процессе создания спектаклей «Лёвушка», «Синий автомобиль».
В 2013 году, после смерти Валентина Шестопалова, создателя и вдохновителя киевского драматического театра «Актёр», театр возглавила вдова артиста Татьяна Родионова, а пост художественного руководителя театра занимает Игорь Славинский.
В июне 2018 года ко Дню Конституции Украины получил звание Народный артист Украины.
На счету Игоря Славинского работа не только на сцене, но и в кино. Первый фильм — «Песня всегда с нами» — музыкальное повествование режиссёра Виктора Стороженко о Софии Ротару и ВИА «Червона рута». Славинский исполнил роль зрителя, который следил за певицей. В 2000-х и 2010-х годах его можно было увидеть в нескольких десятках сериалов, среди которых «Вера, Надежда, Любовь», «Возвращение Мухтара-2», «Костоправ», «Личная жизнь следователя Савельева», «Менты. Тайны большого города», «Пляж» и другие.
В планах постановок театрального сезона 2018/2019 у Игоря Славинского был запланирован «Бег» по пьесе Михаила Булгакова в Театре на Подоле, реализации которого помешала смерть режиссёра.
Врожденный порок сердца привёл к необходимости к операции — в 2005-м поставили искусственный клапан. Очередной приступ случился в поезде, которым он ехал на репетицию своей новой постановки «Жмурик all inclusive» Анатолия Крыма в Николаевском украинском театре драмы и музыкальной комедии.
Смерть наступила 7 августа 2018 года. Похоронен на Байковом кладбище в Киеве.

## Работа в театре

### Актёрские работы
Национальный академический театр русской драмы имени Леси Украинки
Киевский академический Молодой театр
Театр на Подоле
- 1987 — «Маугли» Р. Киплинга; реж. Виталий Малахов — Автор
- 1987 — «Лунин, или Смерть Жака» Э. Радзинского; Александр Крыжановский — Император
- 1988 — «…но я приду по ваши души» по поэзии В. Высоцкого; реж. Игорь Славинский — Герой
- 1989 — «Медовый месяц комиссара полиции» Р. Тома; реж. А. Булыга — Эдуар
- 1991 — «Пир во время чумы» А. Пушкина; реж. Виталий Малахов — Сальери
- 1991 — «Сокровища Бахрама» Р. Качанова и Э. Успенского; реж. Виталий Малахов — Бахрам
- 1993 — «Опера Мафиозо» Василя Станилова; реж. Виталий Малахов — Полицейский / Импресарио
- 1994 — «Яго» У. Шекспира; реж. Виталий Малахов — Брабанцио, сенатор
- 1994 — «Ночь чудес» У. Шекспира; реж. Виталий Малахов — Лизандр
- 1995 — «Переводы» Б. Фрила; реж. А. Хиндел — Капитан
- 1995 — «Лето и дым» Т. Уильямса; реж. Юрий Одинокий
- 1998 — «В степях Украины» А. Корнейчука; реж. Виталий Малахов — Будённый / Дед
- 1998 — «Контрабас» П. Зюскинда; реж. Игорь Славинский
- 1998 — «Я убил» Т. Иващенко; реж. Игорь Славинский — Главный доктор
- 2001 — «Квартал Небожителей» А. Коротко; реж. Виталий Малахов — Герой
- 2003 — «Дядя Ваня» А. Чехова; реж. Виталий Малахов — Александр Владимирович Серебряков, отставной профессор
- 2005 — «Трактирщица» К. Гольдони; реж. Виталий Малахов — Кавалер Риппафратта
- 2010 — «Новые страдания молодого В.» У. Пленцдорфа; реж. Георг Жено — отец Эдгара
- «Белоснежка и семь гномов» О. Табакова и Э. Успенского — Исполнитель желаний

Киевская академическая мастерская театрального искусства «Созвездие»
- 2003 — «Парнас дыбом» по произведениям Ю. Олешы, А. Ахматовой, В. Маяковского, Н. Заболоцкого, С. Кирсанова, И. Ильфа и песням 1930-х годов; реж. Игорь Славинский

Киевский театр «Актёр»
- «Письма любви» Альберта Герни; реж. Игорь Славинский — Энди

Киевский театр поэзии и песни имени В.Высоцкого
- 2006 — «Больничная цыганочка» по А. Галичу
- 2007 — «Весенний Вальс», лучшие песни и поэзии военных лет; реж. Игорь Славинский — конферансье фронтовой бригады
- 2009 — «Невидимая тень от микрофона» по песням В. Высоцкого; реж. Игорь Славинский
- «Это мы, Господи…»; реж. Игорь Шуб и Николай Чернявский

### Режиссёрские работы
Театр на Подоле
- 1988, январь — «…но я приду по ваши души» по поэзии В. Высоцкого[17]
- 1987 — «Интермеццо» Михаила Коцюбинского
- 1987 — «Шерри-бренди» по поэзии Осипа Мандельштама
- 1988 — «Мадридские воды» Лопе де Вега
- 1994 — «Соната» по поэзии Марины Цветаевой
- 1998 — «Я убил» Татьяны Иващенко
- 1998 — «Новогодняя сказка»
- 1998 — «Невероятные приключения Новогодней Ёлочки»
- 1998 — «Контрабас» Патрика Зюскинда
- 2002, 27 января — «Любви старинные туманы» поэтический моноспектакль по Марине Цветаевой
- 2009, 16 января — «Ночь для двоих» Александра Петрова
- 2009, 14 апреля — «Мёртвые души» по пьесе Михаила Булгакова
- 2009, 18 декабря — «Люксембургский сад» по «Двадцати сонетам к Марии Стюарт» Иосифа Бродского и древнегреческому мифу о Пигмалионе и Галатее[18]
- 2010, 24 июня — «Лёвушка» Анатолия Крыма[8]
- 2011, 18 февраля — «La Bonne Anna, или Как сохранить семью» Марка Камолетти[19]
- 2011, 21 сентября — «Трио ми Бемоль» Эрика Ромера
- 2012, 15 июня — «Письмо Богу» Анатолия Крыма
- 2013, 18 января — «Амнезия» Елены Рог
- 2013, 22 июня — «Ловушка для одинокого мужчины» Робера Тома
- 2015, 19 июня — «Ревизия-Шмавизия» Анатолия Крыма[20][21]
- 2017, 5 мая — «Последнее приземление, или Один день из жизни внутреннего органа» Андрея Куркова[22]

Киевский академический Молодой театр
- 1998, 13 мая — «Синий автомобиль» (моноспектакль) Ярослава Стельмаха
- 2012, 9 февраля — «Афинские вечера» Петра Гладилина[23]
  - Тетяна Стебловская за исполнение роли Анны Ростопчиной получила диплом «За лучшую женскую роль» VIII Международного театрального фестиваля женского творчества имени Марии Заньковецкой, 2012
- 2014, 18 декабря — «Соло для часов с боем» Освальда Заградника

Киевская академическая мастерская театрального искусства «Созвездие»
- 2000, 2 марта — «В Барабанной переулке» по песням Булата Окуджавы
- 2001, 1 апреля — «Заноза» Франсуазы Саган
- «Конец прекрасной эпохи»
- 2003, 25 февраля — «Парнас дыбом» по произведениям Юрия Олешы, Анны Ахматовой, Владимира Маяковского, Николая Заболоцкого, Семёна Кирсанова, Ильи Ильфа и песням 1930-х годов
- 2006, 14 августа — «Жаворонок» Жана Ануя
- 2008, 10 октября — «Одинокая леди» Игоря Афанасьева[24]
- 2011, 22 февраля — «Ты помнишь, Алёша…» Алексея Дударева
- 2014, 27 марта — «Антигона» Жана Ануя
- 2018, 4 июля — «Смешанные чувства» Ричарда Байера
- «Оркестр»
- «Сватовство по-деревенски» Бернарда Шоу

Новый драматический театр на Печерске
- 2001 — «Невидимки» Леонида Зорина[25]

Киевский театр поэзии и песни им. В.Высоцкого
- 2006 — «Больничная цыганочка» по Александру Галичу
- 2007, 9 мая — «Весенний Вальс» (лучшие песни и поэзии военных лет)
- 2009, 25 января — «Невидимая тень от микрофона» по песням Владимира Высоцкого

Киевский академический театр «Колесо»
- 2011 — «Примадонны» Кена Людвига[26]

Киевский театр «Актёр»
- «Письма любви» Альберта Герни

Театральная Мастерская Николая Рушковского
- «Антигона» Жана Ануя
- 2017, 25 февраля — «Как-то оно будет» по произведениям Остапа Вишни[27]

Николаевский украинский театр драмы и музыкальной комедии
- «GSP»
- «Бабье лето»
- «Внимание — полтергейст»
- «Лёвушка» Анатолия Крыма
- «Письма Богу» Анатолия Крыма
- «Исполнитель желаний»
- «Калифорнийская сюита»
- «Хоть убейте меня, не помню»
- «Два плюс два»
- «Се ля ви»
- «Мёртвые души» по пьесе Михаила Булгакова

Антреприза
- 2013 — «Ураган по имени Одесса» Александра Тарасуля, Евгения Хаита и Виктора Явника[29]
- «Поезд „Одесса-Мама“» Александра Тарасуля, Евгения Хаита и Виктора Явника[30]

## Работа в театре

### Фильмография
1. 1975 — Песня всегда с нами — зритель, следящий за певицей
2. 1978 — Неудобный человек — Зуев, член бригады Уханова
3. 1979 — Киевские встречи (киноальманах. «Прикосновение») — Сергей
4. 1981 — Танкодром
5. 1984 — Макар-следопыт (3-я серия) — эпизод
6. 2004 — Час Икс (телепередача) — Анатолий Дятлов
7. 2005 — Возвращение Мухтара-2
  1. 13 серия «13-й пациент» — врач
8. 2005 — За всё тебя благодарю — Петька
9. 2006 — Девять жизней Нестора Махно — Пётр Аршинов
10. 2006 — За всё тебя благодарю-2 — Петька
11. 2006 — Старая подруга — Борис Васильевич
12. 2006 — Тайна «Святого Патрика» — Олег Соколов, отец Алексея
13. 2006 — Четвёртая группа — Борис Маркович
14. 2007 — Иван Подушкин. Джентльмен сыска-2
  1. Фильм 1. «13 несчастий Геракла» — эпизод
15. 2007 — Свои дети — отец Глеба
16. 2007 — Сердцу не прикажешь (телесериал) — Вячеслав
17. 2008 — Начать сначала. Марта — Алексей Петрович Воронов, профессор
18. 2008 — Отдалённые последствия — клиент нотариуса
19. 2008 — Отряд — эпизод
20. 2008 — Служанка трёх господ — Константин Алексеевич Утяшев
21. 2008 — Смерть шпионам. Крым — врач
22. 2009 — В Париж! — Семёныч, коллега Лешки (в титрах не указан)
23. 2009 — Её сердце — Сан Саныч, кардиохирург
24. 2009 — Осенние цветы — режиссёр кино
25. 2010 — 1942 — Фрол
26. 2010 — Вера. Надежда. Любовь — эпизод
27. 2010 — Я тебя никому не отдам — Роман Семёнович, директор музыкальной школы
28. 2011 — Белые розы надежды — эпизод
29. 2011 — Дед — Павел Петрович, адвокат, бывший ученик Львова
30. 2011 — Доставить любой ценой — профессор Марковский, отец Аси, директор музея
31. 2011 — Доярка из Хацапетовки-3 — Риволи, риэлтор
32. 2011 — Костоправ
  1. 5 серия «Афганский призрак» — эпизод
  2. 6 серия «Процесс» — Лавр Емельянович Громолапов
33. 2011 — Ласточкино гнездо — Михаил, однокашник Маргариты и Георгия
34. 2011 — Танец нашей любви — Иван Григорьевич
35. 2011 — Тёмные воды — врач-гинеколог
36. 2011 — Ялта-45 — эпизод
37. 2011 — Ярость (Фильм 3. «Пиковая дама») — Яков Михайлович, часовщик (в титрах не указан)
38. 2011 — Я тебя никогда не забуду — Мишель Моро, галерейщик
39. 2012 — Джамайка — дядя Яша, сосед Наташи
40. 2012 — Личная жизнь следователя Савельева (Фильм 5. «Чистая вода») — Артемий Кулешов, бухгалтер курсов по дайвингу
41. 2012 — Менты. Тайны большого города (Фильм 2. «Бизнес-эскорт») — Валерий Петрович, профессор
42. 2012 — Обучаю игре на гитаре — эпизод
43. 2012 — Порох и дробь (Фильм 10. «Затянувшаяся расплата») — Фёдор Сальников, майор ФСБ
44. 2012 — Последняя роль Риты — эпизод
45. 2012 — Синдром дракона — журналист
46. 2012 — Стань мной — редактор
47. 2013 — Агент — Пётр Васильевич
48. 2013 — Женский доктор-2 (46-я серия «Родителей не выбирают») — Игорь Тимофеевич Громов, отец Киры, психотерапевт
49. 2013 — Ловушка — Игорь Станиславович, лечащий врач Валерика
50. 2013 — Осенняя мелодия любви — Иван Сергеевич, директор санатория
51. 2013 — Птица в клетке — священник
52. 2014 — Пляж (3, 4 «Верные друзья») — Павлов
53. 2014 — Синевир — лектор Шмуль
54. 2016 — Забытая женщина — директор прииска
55. 2017 — Добежать до себя — главврач

### Озвучивание мультфильмов
1. 1976 — Лесная песнь

## Признание и награды
- 2003 — Лауреат премии «Киевская пектораль» в категории «Лучший спектакль камерной (малой) сцены» (спектакль «Парнас дыбом», МТИ «Созвездие»)
- 2007 — Заслуженный артист Украины[31]
- 2009
  - Лауреат премии «Киевская пектораль» в категории ««Киевская пектораль» за лучший спектакль драматического театра» (спектакль «Мёртвые души», Театр на Подоле)
  - Лауреат премии «Киевская пектораль» в категории «Лучший спектакль камерной (малой) сцены» (спектакль «Люксембургский сад», Театр на Подоле)
  - Лауреат премии «Киевская пектораль» в категории «Лучшая режиссёрская работа» (спектакль «Люксембургский сад»)
- 2010 — Лауреат театральной премии им. Амвросия Бучмы за лучшую режиссуру спектаклей «Мёртвые души» и «Люксембургский сад» (Театр на Подоле)
- Дважды лауреат теле-кинофорума стран СНГ в Ялте за авторскую телепрограмму «День варенья»
- Лауреат Всеукраинского телевизионного конкурса на лучшую программу для детей «Хрустальные источники» («Вечерняя сказка»)
- 2018 — Народный артист Украины[1]
- Теле-кинофорум стран СНД (Ялта)
  - Двукратный лауреат за авторскую телепрограмму «День варенья»[32]
- Всеукраинский телевизионный конкурс «Золотая эра»
  - Номинант на лауреатство «За лучшую детскую программу»
- Всеукраинский телевизионный конкурс на лучшую программу для детей «Хрустальные источники»
  - Лауреат конкурса с программой «Вечерняя сказка» (укр. «Вечірня казка»)

### Фестивали
Игор Славинский был участником ряда фестивалей, среди которых:
- 1990, июнь — Фестиваль «Olimpicos» (Греция)
- 1990, сентябрь — Дни Киева в Тампере. Фестиваль искусств (Финляндия)
- 1993 / 1994 / 1995, август—сентябрь — Великобритания. Эдинбург
- 1994 / 1995, август — Великобритания. Уэльс. Кардиф
- 1994 / 1995, сентябрь — Фестиваль экспериментальных спектаклей (Каир, Египет)
- 1995, август / 2004, август — Фестиваль «Біла Вежа» (Брест, Белоруссия)
- 2000, июнь — Театр «Вашелло». Гастроли (Рим, Италия)
- 2002, сентябрь — Тур по городам (Кипр)
- 2004 — «Мельпомена Таврии» (Херсон)
- 2004 — «Крымский Ковчег» (Феодосия — Симферополь)
- 2000 / 2003 / 2004, октябрь — «Золотой Лев» (Львов)